# Áreas anexadas pela Alemanha Nazista

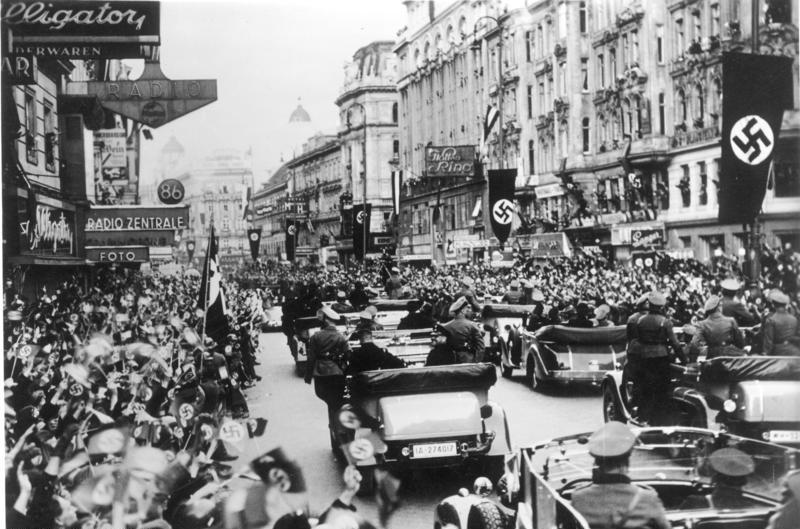
Adolf Hitler saudado por multidões em Viena, após a anexação da Áustria ao III Reich, 15 de março de 1938

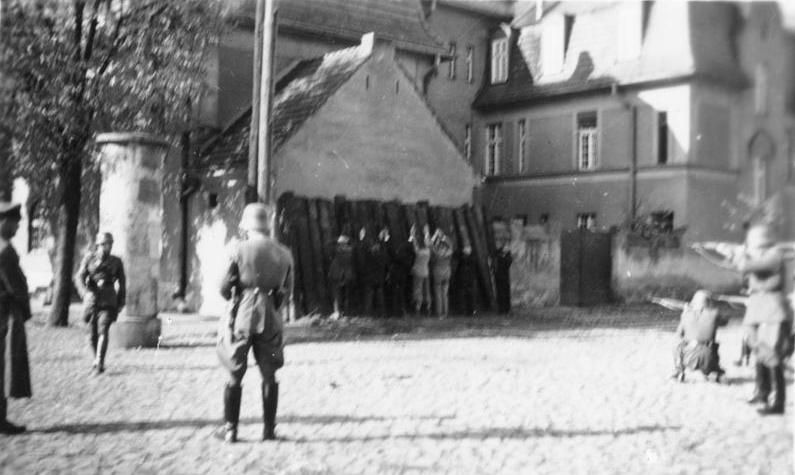
Execução de polacos locais na cidade de Kórnik, após a Invasão da Polônia, 20 de Outubro de 1939

Houve muitas áreas anexadas pela Alemanha Nazista imediatamente antes e durante a Segunda Guerra Mundial. Os territórios que faziam parte da Alemanha antes das anexações eram conhecidos como "Altreich" (Antigo Reich). 

## Territórios totalmente anexados

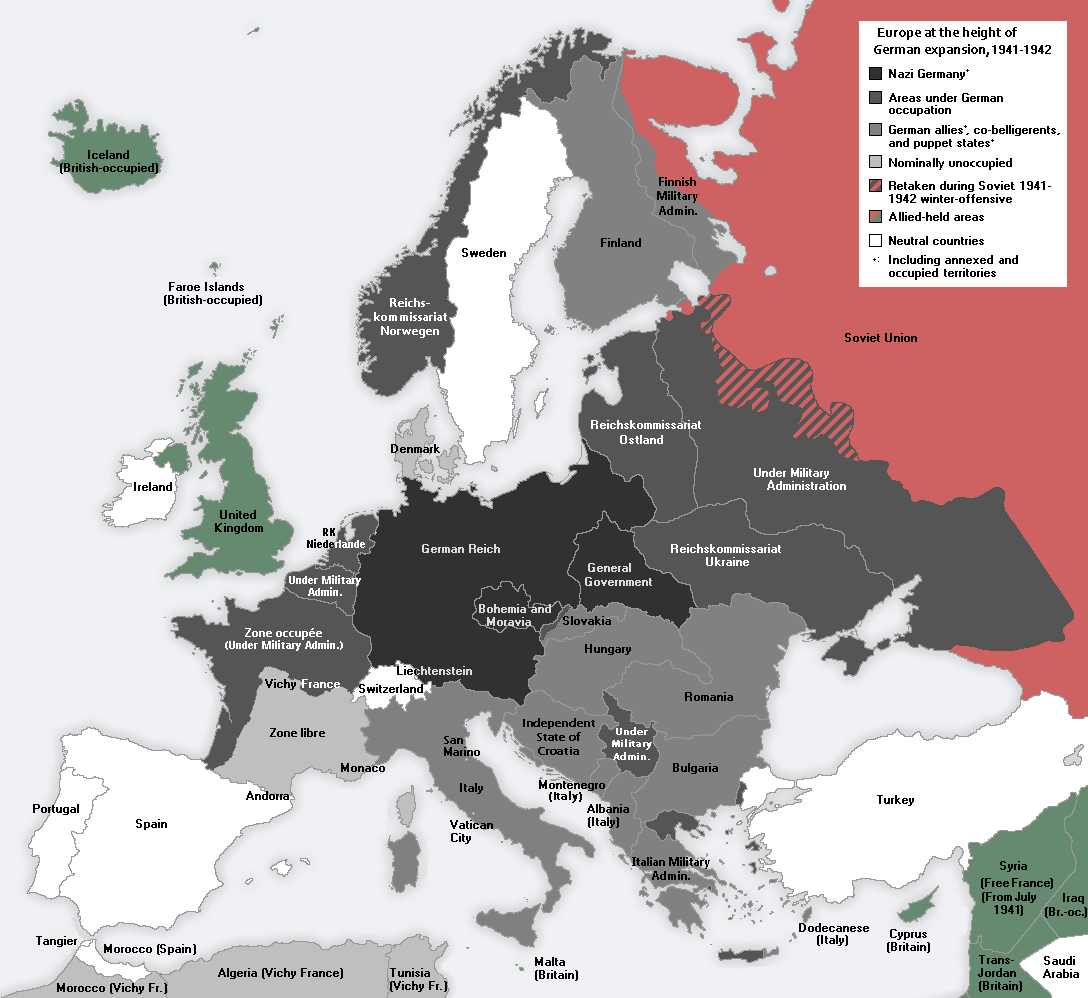
Europa ocupada pelos alemães no auge das conquistas do Eixo em 1942

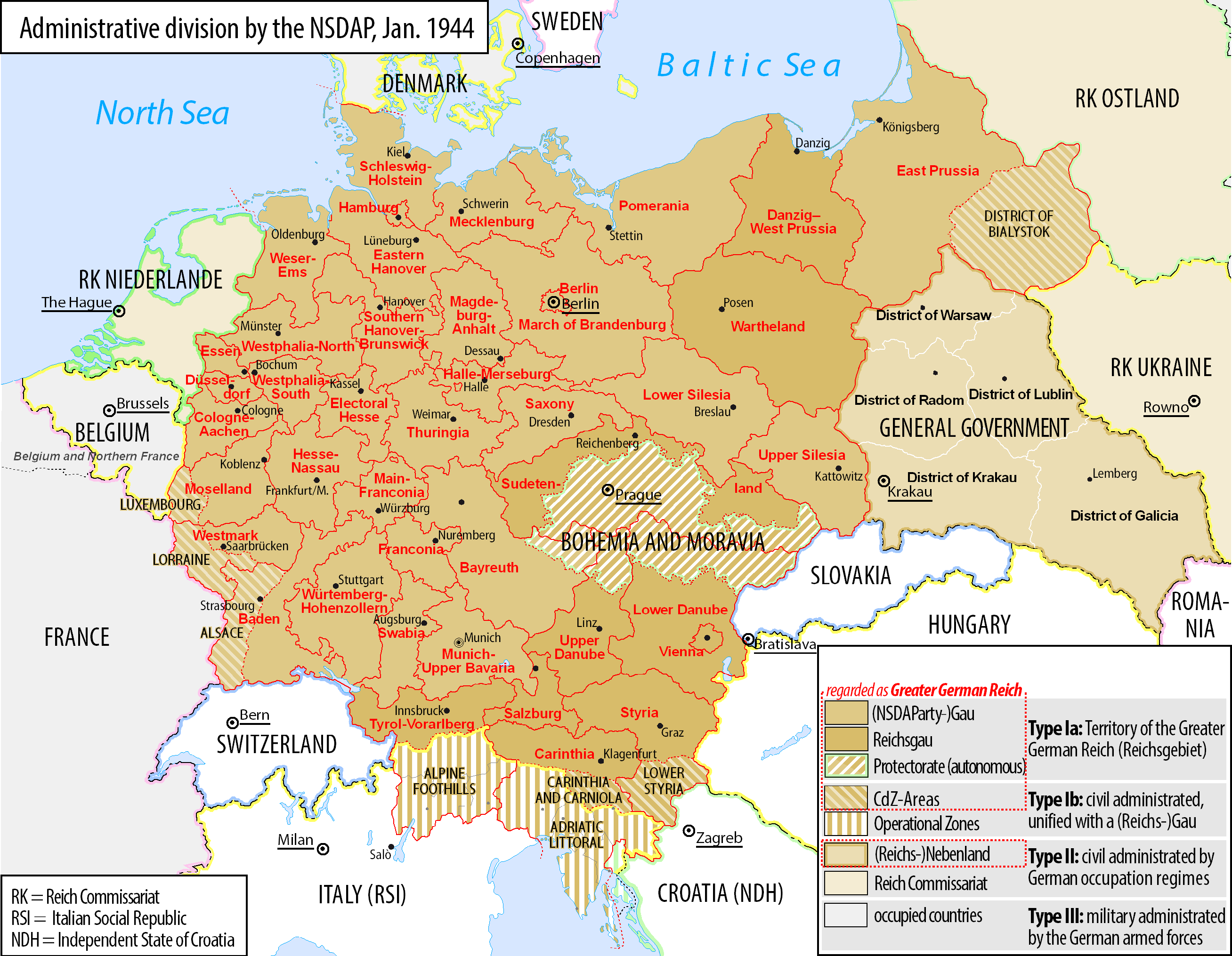
Gaue, Reichsgaue e outras divisões administrativas da Alemanha propriamente dita em janeiro de 1944

De acordo com o Tratado de Versalhes, o Território da Bacia do Sarre foi separado da Alemanha por pelo menos 15 anos. Em 1935, o Sarre voltou a juntar-se à Alemanha de forma legal após um plebiscito.
Os territórios listados abaixo são aqueles que foram totalmente anexados à própria Alemanha.
| Data de anexação       | Área anexada                                                                         | Sucedido por                                                      |
| ---------------------- | ------------------------------------------------------------------------------------ | ----------------------------------------------------------------- |
| 13 de março de 1938    | Estado Federal da Áustria                                                            | Reichsgau Kärnten                                                 |
| 13 de março de 1938    | Estado Federal da Áustria                                                            | Reichsgau Niederdonau                                             |
| 13 de março de 1938    | Estado Federal da Áustria                                                            | Reichsgau Salzburg                                                |
| 13 de março de 1938    | Estado Federal da Áustria                                                            | Reichsgau Steiermark                                              |
| 13 de março de 1938    | Estado Federal da Áustria                                                            | Reichsgau Tirol-Vorarlberg                                        |
| 13 de março de 1938    | Estado Federal da Áustria                                                            | Reichsgau Oberdonau                                               |
| 13 de março de 1938    | Estado Federal da Áustria                                                            | Reichsgau Wien                                                    |
| 1 de outubro de 1938   | Região dos Sudetas, Boêmia, Primeira República da Checoslováquia                     | Gau Bayreuth                                                      |
| 1 de outubro de 1938   | Região dos Sudetas, Boêmia, Primeira República da Checoslováquia                     | Reichsgau Oberdonau                                               |
| 1 de outubro de 1938   | Região dos Sudetas, Boêmia, Primeira República da Checoslováquia                     | Reichsgau Niederdonau                                             |
| 1 de outubro de 1938   | Região dos Sudetas, Boêmia, Primeira República da Checoslováquia                     | Território do Chefe da Administração Civil dos Sudetos            |
| 1 de outubro de 1938   | Região dos Sudetas, Morávia-Silésia, Primeira República da Checoslováquia            | Reichsgau Niederdonau                                             |
| 1 de outubro de 1938   | Região dos Sudetas, Morávia-Silésia, Primeira República da Checoslováquia            | Território do Chefe da Administração Civil dos Sudetos            |
| 16 de março de 1939    | Primeira República da Checoslováquia                                                 | Protetorado da Boêmia e Morávia                                   |
| 16 de março de 1939    | Boêmia, Primeira República da Checoslováquia                                         | Gau Bayreuth                                                      |
| 16 de março de 1939    | Boêmia, Primeira República da Checoslováquia                                         | Reichsgau Niederdonau                                             |
| 16 de março de 1939    | Boêmia, Primeira República da Checoslováquia                                         |                                                                   |
| 16 de março de 1939    | Reichsgau Sudetenland                                                                |                                                                   |
| 16 de março de 1939    | Morávia-Silésia, Primeira República da Checoslováquia                                |                                                                   |
| 16 de março de 1939    | Boêmia, Primeira República da Checoslováquia                                         | Reichsgau Oberdonau                                               |
| 22 de março de 1939    | Território de Memel, Lituânia                                                        | Gau Ostpreußen                                                    |
| 1 de setembro de 1939  | Cidade Livre de Danzigue                                                             | Território do Chefe da Administração Civil de Danzig              |
| 25 de outubro de 1939  | Administração Militar na Polônia                                                     | Gau Ostpreußen                                                    |
| 25 de outubro de 1939  | Administração Militar na Polônia                                                     | Gau Schlesien                                                     |
| 25 de outubro de 1939  | Administração Militar na Polônia                                                     | Reichsgau Wartheland                                              |
| 25 de outubro de 1939  | Administração Militar na Polônia                                                     | Reichsgau Danzig-Westpreußen                                      |
| 19 de maio de 1940     | Eupen-Malmedy, Liège, Valônia, Administração Militar na Bélgica e no Norte da França | Gau Köln-Aachen                                                   |
| 2 de agosto de 1940    | Administração Militar do Luxemburgo                                                  | Território do Chefe da Administração Civil do Luxemburgo          |
| 2 de agosto de 1940    | Mosela, Estado Francês                                                               | Território do Chefe da Administração Civil da Lorena              |
| 2 de agosto de 1940    | Baixo Reno, Estado Francês                                                           | Território do Chefe da Administração Civil da Alsácia             |
| 2 de agosto de 1940    | Alto Reno, Estado Francês                                                            | Território do Chefe da Administração Civil da Alsácia             |
| 13 de maio de 1941     | Administração Militar na Iugoslávia                                                  | Território do Chefe da Administração Civil da Caríntia e Carniola |
| 13 de maio de 1941     | Administração Militar na Iugoslávia                                                  | Território do Chefe da Administração Civil da Baixa Estíria       |
| 1 de agosto de 1941    | Administração Militar na União Soviética                                             | Território do Chefe da Administração Civil de Bialystok           |
| 1 de novembro de 1941  | Grodno, Reichskommissariat Ostland                                                   | Território do Chefe da Administração Civil de Bialystok           |
| 15 de dezembro de 1944 | Dunquerque, Norte, Governo Provisório da República Francesa                          | Reichsgau Flanders                                                |
| 15 de dezembro de 1944 | Valônia, Reino da Bélgica                                                            | Reichsgau Wallonia                                                |

## Territórios parcialmente incorporados
Os territórios listados abaixo são aqueles que foram parcialmente incorporados ao Grande Reich Alemão.
| Data de Estabelecimento | Precedido por                            | Sucedido por                                   |
| ----------------------- | ---------------------------------------- | ---------------------------------------------- |
| 25 de outubro de 1939   | Administração Militar na Polônia         | Governo Geral dos Territórios Polacos Ocupados |
| 1 de agosto de 1941     | Administração Militar na União Soviética | Distrito da Galiza, Governo Geral              |
| 1 de agosto de 1941     | Administração Militar na União Soviética | Distrito de Cracóvia, Governo Geral            |

| Data de Estabelecimento | Precedido por                           | Sucedido por                          |
| ----------------------- | --------------------------------------- | ------------------------------------- |
| 10 de setembro de 1943  | Província de Gorizia, Reino de Itália   | Zona Operacional do Litoral Adriático |
| 10 de setembro de 1943  | Província de Liubliana, Reino de Itália | Zona Operacional do Litoral Adriático |
| 10 de setembro de 1943  | Província de Pola, Reino de Itália      | Zona Operacional do Litoral Adriático |
| 10 de setembro de 1943  | Província de Fiume, Reino de Itália     | Zona Operacional do Litoral Adriático |
| 10 de setembro de 1943  | Província de Trieste, Reino de Itália   | Zona Operacional do Litoral Adriático |
| 10 de setembro de 1943  | Província de Udine, Reino de Itália     | Zona Operacional do Litoral Adriático |
| 10 de setembro de 1943  | Província de Belluno, Reino de Itália   | Zona Operacional do Sopé dos Alpes    |
| 10 de setembro de 1943  | Província de Bolzano, Reino de Itália   | Zona Operacional do Sopé dos Alpes    |
| 10 de setembro de 1943  | Província de Trento, Reino de Itália    | Zona Operacional do Sopé dos Alpes    |

## Anexações planejadas
| Data do anúncio da anexação | Área planejada para ser anexada                                                 | Sucessão planejada   |
| --- | ------------------------------------------------------------------------------- | -------------------- |
| Nunca. As áreas deveriam ser estabelecidas a partir do Reichskommissariat da Bélgica e Norte da França (estabelecido em 12 de julho de 1944), porém nunca ocorreu. | Reino da Bélgica (ocupado pelo Reichskommissariat da Bélgica e Norte da França) | Distrito de Bruxelas |
| Nunca. As áreas deveriam ser estabelecidas a partir do Reichskommissariat da Bélgica e Norte da França (estabelecido em 12 de julho de 1944), porém nunca ocorreu. | Reino da Bélgica (ocupado pelo Reichskommissariat da Bélgica e Norte da França) | Reichsgau Flanders   |
| Nunca. As áreas deveriam ser estabelecidas a partir do Reichskommissariat da Bélgica e Norte da França (estabelecido em 12 de julho de 1944), porém nunca ocorreu. | Reino da Bélgica (ocupado pelo Reichskommissariat da Bélgica e Norte da França) | Reichsgau Wallonia   |

Na vindoura Nova Ordem Nazista, outras terras foram consideradas para anexação mais cedo ou mais tarde, por exemplo Schleswig do Norte, a Suíça de língua alemã, e a zona de colonização alemã pretendida no nordeste da França, onde um Gau ou um Reichskommissariat centrado na Borgonha foi destinado à criação e que Heinrich Himmler queria transformar no feudo da SS. O objetivo era unir todos ou o maior número possível de alemães étnicos e povos germânicos, incluindo aqueles de língua não germânica considerados "arianos", em um Grande Reich Germânico.
Os Reichskommissariats orientais nas vastas extensões da Ucrânia e da Rússia também se destinavam à futura integração nesse Reich, com planos para eles que se estendiam até ao Volga ou mesmo para além dos Urais, onde teriam existido as potenciais regiões mais ocidentais da influência imperial japonesa, na sequência de uma Vitória do Eixo na Segunda Guerra Mundial. Eles foram considerados de interesse vital para a sobrevivência da nação alemã, pois era um princípio central do nazismo que a Alemanha precisava de "espaço vital" (Lebensraum), criando uma "atração para o Leste" (Drang nach Osten) onde isso poderia ser encontrado e colonizado.
O Nordeste da Itália também seria eventualmente anexado, incluindo a Zona Operacional do Litoral Adriático e a Zona Operacional do Sopé dos Alpes, mas também a região de Veneza.   Goebbels chegou ao ponto de sugerir assumir também o controle da Lombardia:
O que quer que já tenha sido uma Possessão austríaca devemos voltar às nossas próprias mãos. Os italianos, pela sua infidelidade e traição, perderam qualquer direito a um Estado nacional do tipo moderno. — Joseph Goebbels, Setembro de 1943 
A anexação de todo o Norte da Itália também foi sugerida a longo prazo.